# Desa Sukakarsa (administrativ by i Indonesien, lat -7,37, long 108,16)
Desa Sukakarsa är en administrativ by i Indonesien.   Den ligger i provinsen Jawa Barat, i den västra delen av landet, 190 km sydost om huvudstaden Jakarta.